# 9. konjeniški polk (ZDA)
Za druge 9. polke glejte 9. polk.
9. konjeniški polk (izvirno angleško 9th Cavalry Regiment) je eden izmed konjeniških polkov Kopenske vojske ZDA.